# Bądze (Górowo Iławeckie)
Bądze (deutsch Bensen) ist ein Dorf in der polnischen Woiwodschaft Ermland-Masuren. Es gehört zur Landgemeinde Górowo Iławeckie (Landsberg) im Powiat Bartoszycki (Kreis Bartenstein).

## Geographische Lage
Bądze liegt am östlichen Ufer der Elm (polnisch Elma) im Nordwesten der Woiwodschaft Ermland-Masuren, 18 Kilometer südlich der früheren und heute auf russischem Territorium gelegenen Kreisstadt Preußisch Eylau (russisch Bagrationowsk) bzw. 17 Kilometer westlich der jetzigen Kreismetropole Bartoszyce (deutsch Bartenstein).

## Geschichte
Das seinerzeitige Vorwerk Bensus wurde vor 1419 gegründet und hieß seit 1437 Bensen. Es gehörte bis 1945 zum Gutsbezirk bzw. zur Landgemeinde Sieslack (polnisch Piaseczno) im Amtsbezirk Nerfken im ostpreußischen Kreis Preußisch Eylau. Im Jahre 1910 zählte Bensen 16 Einwohner.
Als 1945 in Kriegsfolge das gesamte südliche Ostpreußen an Polen fiel, erhielt Bensen die polnische Namensform „Bądze“. Heute gehört der Ort zum Verbund der Gmina Górowo Iławeckie (Landgemeinde Landsberg) im Powiat Bartoszycki (Kreis Bartenstein), von 1975 bis 1998 der Woiwodschaft Olsztyn, seither der Woiwodschaft Ermland-Masuren zugeordnet.

## Religion
Vor 1945 war Bensen in das Kirchspiel der evangelischen Kirche Petershagen (polnisch Pieszkowo) in der Kirchenprovinz Ostpreußen der Kirche der Altpreußischen Union eingegliedert.
Heute gehört Bądze zu derselben Kirche, die jetzt aber als römisch-katholische St.-Maria-Magdalenen-Kirche dem Erzbistum Ermland zugehörig ist.

## Verkehr
Bądze liegt an einer Nebenstraße, die bei Wiewiórki (Eichhorn) von der Woiwodschaftsstraße 512 abzweigt und über Deksyty (Dixen) nach Piaseczno (Sieslack) führt.
Eine Bahnanbindung besteht nicht.